# Syzygium apiarii
Syzygium apiarii är en myrtenväxtart som beskrevs av Peter Shaw Ashton. Syzygium apiarii ingår i släktet Syzygium och familjen myrtenväxter. Inga underarter finns listade i Catalogue of Life.